# Khendjer

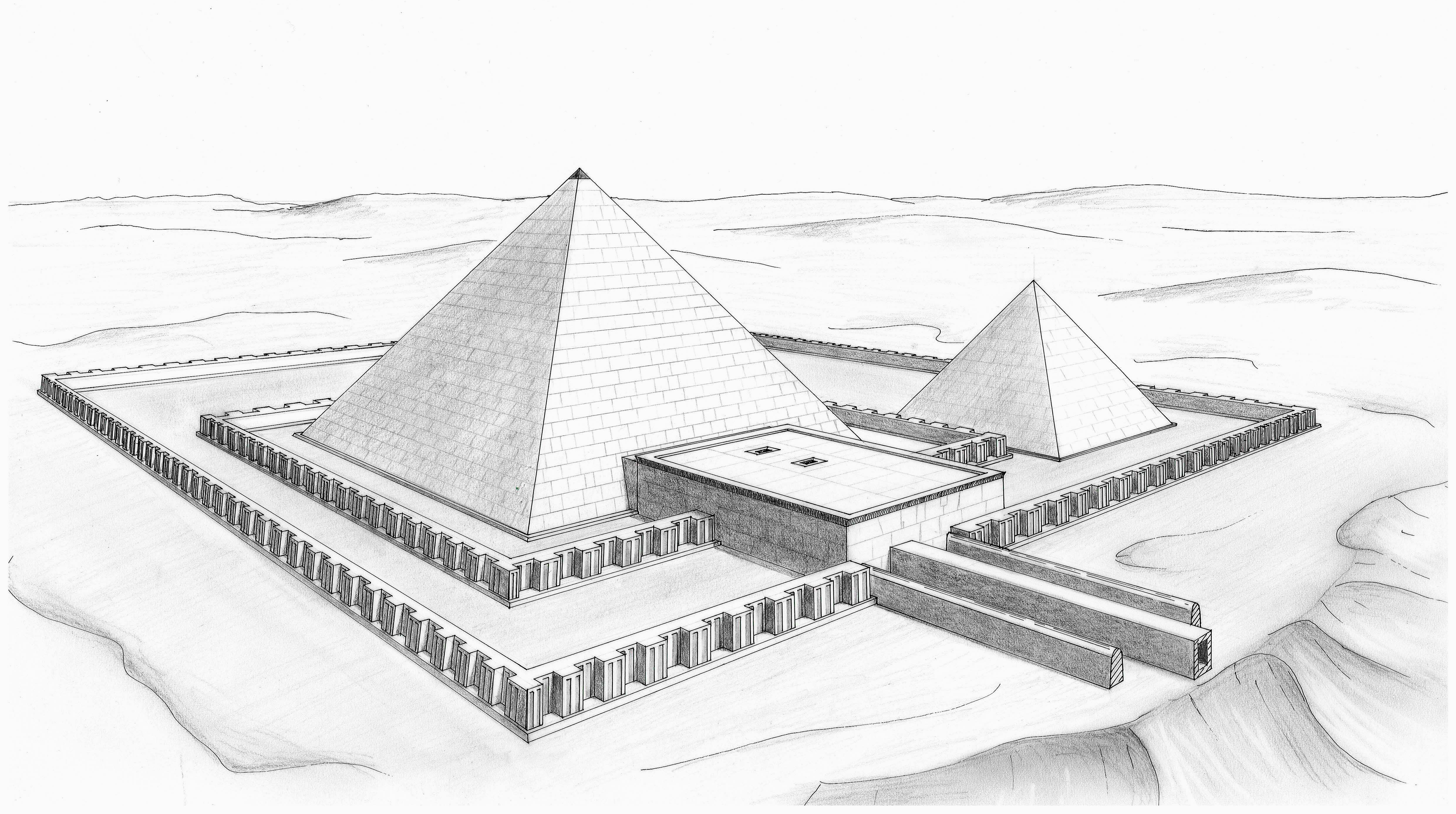
Skiss över Khendjers ofullbordade grav i Sakkara.

Khendjer var en egyptisk farao med regentnamnet Userkare som regerade under Egyptens trettonde dynasti (Första mellantiden). Det finns ruinerna av den pyramid, Khendjers pyramid som är uppförd för honom i Sakkara, Giza (guvernement), en plats väster om Nilen cirka 20 kilometer söder om Kairo. Det finns väldigt lite beskrivet om denna farao.
Khendjer "har tolkats som ett utländskt hnzr och liknades med det semitiska personnamnet h(n)zr, för 'vildsvin'" enligt den danske egyptologen Kim Ryholt. Han noterar att identifieringen är bekräftad med det faktum att namnet h(n)zr är skrivet som hzr i en alternativ stavning av kungens namn på ett sigill från perioden då kungen regerade.
Khendjer var därmed den förste semitiska kungen av en inhemsk egyptisk dynasti. Khendjers regentnamn Userkare, översätts till "Själen av Re är mäktig".